# 亀山睦木
亀山 睦木（かめやま むつき、1989年 - ）は、日本の映画監督。

## 経歴
東京都出身。日本大学芸術学部映画学科卒業後、映画やドラマの監督および脚本、CM・TV・MV・舞台のプロジェクションマッピング映像の演出などを行う。
2020年のコロナ禍中に制作したSF映画『12ヶ月のカイ』がアメリカのフェニックス映画祭・国際ホラー＆SF映画祭で最優秀SF作品賞を受賞、その他の海外の映画祭でも13の賞を獲得。英国の映画祭、SCI-FI-LONDONでの上映を契機に、Netflixオリジナル作品『ポーラー 狙われた暗殺者』の原作者ビクター・サントス氏のグラフィックアートを基にした映画『LEFT HAND OF THE DEVIL』（英題）の監督・共同脚本家に抜擢される。主な映画作品に『12ヶ月のカイ』『マイライフ、ママライフ』『世界で戦うフィルムたち』などがある。
2023年6月から日本SF作家クラブ会員。
一部の映画データサイトで、名前が「亀山睦実」と誤記されている。

## 作品

### 長編映画
- いつかの、玄関たちと、（2014年）助監督
- 劇場版パタリロ！（2019年）アシスタントプロデューサー
- マイライフ、ママライフ（2022年）監督、脚本、編集、ほか
- 世界で戦うフィルムたち（2023年）監督、出演、編集、ほか
- 12ヶ月のカイ（2023年）監督、脚本、撮影、編集、ほか
- LEFT HAND OF THE DEVIL（英題）

### 短編映画
- 好きなんかじゃない！（2012年）
- リンと秋（2013年）
- 恋はストーク（2014年）
- ゆきおんなの夏（2016年）
- 何度でも大好きだって君に言うよ（2017年）

### ドラマ
- 『追いかけてキス』シリーズ（2019-2021年、SNSショートドラマ）
- 『ソムニウム』（2021年、LINE NEWS「VISION」ドラマ）

## 受賞歴
- 2012年
  - 第一回池袋映画祭 - 準グランプリ受賞（「好きなんかじゃない！」）
  - ゆうばり国際ファンタスティック映画祭 フォアキャスト部門 - 入選（「好きなんかじゃない！」）
- 2014年
  - 第2回岩槻映画祭 短編コンペティション部門 - 審査員特別賞受賞（「恋はストーク」）
  - 第5回武蔵野映画祭 - 入選（「恋はストーク」）
  - TOKYO月イチ映画祭 - 入選（「恋はストーク」）
  - GAKUGAKU短編映画祭 - 入選（「恋はストーク」）
- 2016年
  - TOKYO月イチ映画祭 2016年7月 - グランプリ受賞（「ゆきおんなの夏」）
  - 第10回田辺・弁慶映画祭 コンペティション部門 - 入選（「ゆきおんなの夏」）
  - 第4回岩槻映画祭 短編コンペティション部門 - 入選（「ゆきおんなの夏」）
  - 第１回Seisho Cinema Fes - グランプリ受賞（「ゆきおんなの夏」）
- 2022年
  - 第14回田辺・弁慶映画祭 コンペティション部門 観客賞受賞（「マイライフ、ママライフ」）
  - Japan Connects ノミネート（「マイライフ、ママライフ」）
- 2023年
  - PARIS Arts & Movie Awards - BEST FEATURE（グランプリ） 受賞（「12ヶ月のカイ」）
  - South Texas International Film Festival - BEST INTERNATIONAL FEATURE（グランプリ）受賞（「12ヶ月のカイ」）
  - Phoenix Film Festival / International Horror & Sci-Fi Film Festival - BEST Sci-Fi FEATURE 受賞（「12ヶ月のカイ」）
  - Queen Palm International Film Festival - 1st QTR BEST FEATURE (FOREIGN) / BEST WRITER 金賞受賞（「12ヶ月のカイ」）
  - 13th Lady Filmmakers Festival - BEST ACTOR & BEST FOREIGN FEATURE 受賞（「12ヶ月のカイ」）
  - 7th Chauri Chaura International Film Festival - BEST INTERNATIONAL FEATURE 受賞（「12ヶ月のカイ」）
  - World Of Film Festival Glassgow - FEMALE PERSPECTIVE FEATURE 受賞（「12ヶ月のカイ」）
  - ゆうばり国際ファンタスティック映画祭 - 北海道知事賞 受賞（「12ヶ月のカイ」）

他、累計20映画祭にノミネート・受賞（「12ヶ月のカイ」）